# Fern Creek
Pour les articles homonymes, voir Fern.
La Fern Creek est un cours d'eau américain qui s'écoule dans le comté de Larimer, dans le Colorado. Entièrement protégée au sein du parc national de Rocky Mountain, elle forme successivement le lac Odessa, le lac Fern, les chutes Marguerite et les chutes Fern avant de se jeter dans la Big Thompson. On peut remonter une partie de son cours en suivant le Fern Lake Trail, un sentier de randonnée inscrit au Registre national des lieux historiques depuis le 28 février 2005.